# Amando de Ossorio Rodríguez
Amando de Ossorio Rodríguez (La Corunya, 6 d'abril de 1918-Madrid, 13 de gener de 2001) va ser un director de cinema espanyol de fantaterror.

## Biografia
Va néixer en una família de classe mitjana-alta. El seu pare, anomenat també Amando de Ossorio era Delegat d'Hisenda i un actiu personatge de l'escena cultural de la Corunya. En 1920 la seva mare María, dona a llum a la que serà la seva única germana, Isabel. Amando va ser un nen malaltís afectat de freqüents problemes respiratoris pels quals la família es va veure obligada a estiuejar en el camp, per a ser més exactes a Ordes, un ajuntament pròxim a Santiago de Compostel·la.
Els seus primers anys van estar marcats per la proximitat al domicili patern del Cinema París, una sala regentada per Villar de Franco, empresari que es resistia a la implantació del cinema sonor. Així, Amando va poder veure, ben entrats els anys trenta, clàssics del cinema mut com El fill del Caíd o les produccions de la Metre amb Greta Garbo. Al cinema Savoy, que va haver de canviar de nom per imposicions franquistes i va passar a dir-se Yavoy (per a aprofitar les lletres lluminoses), va poder veure les seves primeres pel·lícules sonores: musicals de la Metro com La desfilada de l'amor d'Ernst Lubitsch o, la qual cosa és més important per a la seva carrera futura, els clàssics de terror de la Universal com Dràcula de Tod Browning o Frankenstein de James Whale, que van deixar una profunda impressió en el jove. La guerra civil passa per la seva vida de puntetes, ja que el declaren inútil per problemes intestinals i no ha de marxar al front. Perd contacte durant aquests anys amb el seu amic i posteriorment actor Fernando Rey, que vivia en el seu mateix carrer, i en 1937 mor la seva mare María Rodríguez Lemos, la seva mare. Després del batxillerat estudia un any de comerç i un any d'anglès; el pare observa la devoció del seu fill pel cinematògraf, i no veu amb molt bons ulls aquestes tendències modernes en les seves aficions artístiques. Amb suport del periodista Enrique Mariñas, es dedica a adaptar obres clàssiques de la literatura, per a Ràdio Nacional. En 1942 decideix marxar a Madrid per a fer estudis de periodisme i treballar en la capital igual que feia a La Corunya.
Aquesta primera estada a Madrid marcarà la seva vida i li donarà un rumb nou. Les seves inquietuds cinematogràfiques es materialitzen amb la realització de dos curtmetratges: El misterio de la endemoniada (1942) i El último carnaval (1942). Amb aquests treballs pren contacte amb el productor Pedro de Juan que, deu anys després, li encarregarà alguns guions. L'aventura en la capital d'Espanya acaba després de presentar-se a unes oposicions del Banc Espanyol de Crèdit. És admès, i ha de traslladar-se immediatament a La Corunya perquè l'entitat obrirà una nova sucursal allí.
De tornada a la seva ciutat natal, Ossorio es converteix en un referent cultural. Obre prop del Carrer Estret de San Andrés un estudi de fotografia on passa totes les tardes després del seu treball en el banc. Allí organitza tertúlies a les quals assisteixen -entre altres- l'escriptor Mariano Tudela, els pintors Laxeiro i Urbano Lugrís, el pianista Rafael Vázquez Sebastiá, o personatges de rellevància en el món cultural de la ciutat com Julio Ponte, María Victoria Fernández de España, Mariano García Patiño o Álvaro Cebreiro. Col·labora a La Voz de Galicia ysegueix amb la seva labor en Ràdio Nacional, realitzant ara un programa setmanal anomenat La Provincia en el qual pintors, arquitectes, escriptors o polítics són els seus principals convidats. En 1949 deixa la ciutat per a instal·lar-se definitivament a Madrid.
En la capital, torna a posar-se en contacte amb el món cinematogràfic, i el seu primer objectiu és integrar-se en la seva vida cultural. Recorre a curioses tàctiques de promoció personal, com la que emprava en el Cafè Gijón, centre de tertúlies intel·lectuals de postguerra, on pagant una petita quantitat al cambrer, aquest vociferava el seu nom per tot el local xisclant "Senyor Amando de Ossorio, al telèfon!", la qual cosa li va convertir en un personatge famós durant alguns anys, encara que només anés de sentides. Les seves inquietuds plàstiques prenen cos en les classes rebudes pel pintor Eduardo Chicharro fill. En l'estudi d'aquest artista arribarà -a més de pintar- fins i tot a viure. El teatre és una altra de les seves grans passions, i en aquells anys assisteix a estrenes tan sonades com el d' Historia de una escalera d'Antonio Buero Vallejo. Continua col·laborant a Ràdio Nacional d'Espanya a Madrid on realitza guions i petites intervencions, fins que és contractat i entra en el seu quadre de personal l'1 de gener de 1951. Una altra font important d'ingressos per a la seva economia serà la publicitat; entre 1956 i 1960, treballa com a realitzador de l'acabada de crear Movierecord, on es produeixen reportatges per a projectar en sales de cinema, pels quals Ossorio a més d'una quantitat fixa, cobra cinc pessetes per cada metre de pel·lícula acceptada pel client.
A principis dels anys cinquanta represa els contactes que des dels seus primers curtmetratges havia tingut amb el productor Pedro de Juan. Aquest li encarrega un guió per a la nova pel·lícula d'Antonio Román, que finalment es titularà Último día (1952). Amando de Ossorio renegaria de la majoria de guions en els quals va intervenir durant aquest període perquè les seves idees eren desvirtuades i alterades pels directors, que finalment i en molts casos, ni l'acreditaven: Bajo el cielo de España (1952), Cabaret (1952), La ciudad de los sueños (1954) o El ejército blanco (1959), són alguns dels títols on col·labora. Aquestes experiències com a guionista i els seus desitjos per dirigir, li fan prendre la decisió de posar-se de nou darrere de la càmera. En 1950, abans d'entrar a l'Escola Oficial de Cinema, és director del migmetratge Noche de embrujo. No acabarà els seus estudis en aquest centre, ja que la seva activitat professional li ho impedeix.
Bandera negra (1956) és el seu primer llargmetratge, i marcarà un punt d'inflexió en la seva vida professional. Els problemes amb la censura de l'època, que impedeixen l'estrena del film, sumin a Ossorio en un període d'ostracisme cinematogràfic, malgrat el que no cessa la seva activitat. Segueix en contacte amb la vida bohèmia del Madrid dels anys cinquanta, participa en diverses tertúlies entre les quals es troben les del Cafè Gijón encapçalada per Buero Vallejo, el Club Amèrica, o les del Cafè Estoril on assistien gents del cinema, ja que el local pertanyia al germà de Cesáreo González Rodríguez, amo de Suevia Films.
En 1962 es casa amb María Luisa Pelegrín, a la qual havia conegut en Ràdio Nacional. María Luisa treballa en l'emissió per a Amèrica del canal i passarà la major part de la seva vida laboral com a encarregada de l'arxiu musical de l'emissora. Ossorio torna a provar sort en el món del cinema, i com a resultat d'intentar aconseguir finançament per al seu projecte personal més immediat, acabarà realitzant un western de coproducció, La tumba del pistolero (1964). Duu a terme mentrestant diversos films per encàrrec, fins que aconsegueix per fi realitzar el film que durant tants anys havia romàs en un calaix: Malenka, la sobrina del vampiro (1968). El juliol del 1971, Ossorio passa de Ràdio Nacional al NO-DO. Aquest trasllat li permet major llibertat d'horaris per a poder rodar les seves pel·lícules: és precisament en aquesta època quan realitzarà la major part de les seves obres, i les de major interès. Són anys de gran activitat, ja que entre 1971 i 1976 elabora vuit films, entre els quals figuren els quatre lliuraments templers: La noche del terror ciego, El ataque de los muertos sin ojos, El buque maldito i La noche de las gaviotas, i tres pel·lícules més de terror: Las garras de Lorelei, La noche de los brujos i La endemoniada. És l'auge del terror a Espanya, en el qual Ossorio no tindrà dificultats per a realitzar els seus projectes. Els seus ingressos paral·lels li permeten subsistir dins de la indústria del cinema espanyol de l'època. Aquesta situació personal ofereix la clau de la sobtada parada en la seva producció a partir de 1976, quan els productes de terror són substituïts pels de destapi i les comèdies hereves del Landisme. El director de Las garras de Lorelei, enquadrat per a tota la vida en el gènere fantaterrorífic, no farà cap esforç per entrar en la nova dinàmica del cinema espanyol predemocràtic. Una sola pel·lícula Pasión prohibida (1980) protagonitzada pel mite eròtic de l'època Susana Estrada, consta com a únic coqueteig de Ossorio amb els corrents del Cinema «S», radicant l'únic interès del director per a realitzar aquest producte en el fet que els exteriors estaven localitzats a Camariñas, situat a Galícia, la seva terra natal.
Aquí acabaria la filmografia d'Ossorio si no fora per una trucada del productor José Frade, que es trobava preparant als Estats Units una coproducció de terror i necessitava un argument. Ossorio li ho va proporcionar. El director de Malenka, la sobrina del vampiro es trobava retirat ja de TVE, on havia estat traslladat el desembre de 1980 després de la desaparició del NO-DO. Finalment, Frade va aconseguir muntar la seva producció a partir del guió de Serpiente de mar (1984) escrit pel propio Ossorio, i de la que també n'assumí la direcció. Les llargues sessions de rodatge i la complicada execució de certs plans van acabar amb la seva salut. Poc abans d'acabar la seva labor com a director, va sofrir un atac al cor, i poc temps després i a causa de l'elevada humitat suportada durant el rodatge, va començar a patir d'artritis.
Durant els últims anys de la seva vida, Amando de Ossorio treballa encara en guions que ja no rodarà. Mor el gener de 2001.

## Motius
Alguns analistes han ressaltat que les seves pel·lícules tanquen una crítica vetllada a la dictadura franquista imperant en l'època a Espanya en forma de metàfora.

## Filmografia
1. Serpiente de mar, 1984
2. Pasión prohibida, 1980
3. Las alimañas, 1976
4. La endemoniada, 1975
5. La noche de las gaviotas (Night of the Seagulls), 1975
6. El buque maldito (The Ghost Galleon), 1974
7. Las garras de Lorelei, 1974
8. El ataque de los muertos sin ojos (Return of the Blind Dead), 1973
9. Boda en Lagartera, 1973
10. Centro nacional de promoción profesional, 1973
11. La noche de los brujos, 1973
12. La noche del terror ciego (Tombs of the Blind Dead), 1971
13. Malenka, 1969
14. Escuela de enfermeras, 1968
15. Arquitectura hacia el futuro, 1967
16. La niña del patio, 1967
17. Pasto de fieras, 1967
18. I tre del Colorado (Rebeldes en Canadá), 1966
19. La tumba del pistolero, 1964
20. La bandera negra, 1956

## Premis
- En 1956 va rebre un esment especial del Cercle d'Escriptors Cinematogràfics al millor curtmetratge per Noche de embrujo.[6]